# Ikoku Meiro no Croisée
Es una animación japonesa del género manga, cuya historia se desarrolla en la segunda mitad del siglo XIX, cuando la cultura japonesa empezó a ganar popularidad en Occidente. Una jovencita llamada Yune acompaña a Óscar, un viajero francés, en su viaje de regreso a Francia y se ofrece a ayudar a la familia de Óscar con su herrería. Claude, sobrino de Óscar y dueño de la tienda, acepta cuidar de Yune. La trama muestra como estos dos personajes, que tienen tan poco en común, llegan a entenderse y a vivir juntos en el París de la época.

## Argumento
La trama se desarrolla en la segunda mitad del siglo XIX, cuando la civilización europea se interesó en la cultura japonesa. Muestra la historia de una niña japonesa llamada Yune, y su estancia en Francia, donde comienza a trabajar en los bajos fondos de la ciudad de París en una tienda de artesanía llamada Enseignes du Roy (アンセーニュドロア?).

## Personajes
Yune (ユネ?)
Protagonista de la historia, es una niña pequeña de ojos negros y de cabello corto, color negro. Fue enviada por su familia a París para trabajar como sirvienta. Óscar cumple su deseo, y la lleva a París a trabajar como "chica insignia" en la herrería de su nieto, Claude. Al principio, Claude no acepta a Yune y cree que ella no habla ni entiende el idioma francés. Yune se esfuerza por obtener la aceptación de Claude, y lo logra cuando por accidente rompe el trabajo de Claude. Para recompensarlo, le da su kimono más caro que, además, es un recuerdo de su madre. Claude se da cuenta de ello, lo acepta y le promete que le regresará el kimono a cambio de que ella nunca más se deshaga de sus posesiones preciadas. En este incidente, Claude y Óscar descubren que Yune entiende y habla francés.
Claude Claudel (クロードクローデル?)
Claude es un chico joven, rubio y de ojos verdes. Es nieto de Óscar y dueño de la herrería donde trabaja Yune. Es un chico que se esfuerza en su trabajo; al parecer su padre era herrero también y Claude lo admira, a pesar de que tiene una mala actitud con sus clientes, según Óscar. Claude odia a Alice por ser la persona que hizo cerrar la mayoría de las tiendas de la Galería.
Óscar Claudel (オスカークローデル?)
Es el abuelo de Claude, es muy alegre y al parecer le gusta viajar. Cuando llega de su viaje a Japón, trae consigo "Insignias" y a Yune para trabajar en la herrería. Se lleva bien con su nieto y trata muy bien a Yune. A diferencia de Claude, cree que Yune es capaz de hacer el trabajo y aprecia sus costumbres.
Jean Claudel (ジャンクローデル?)
Es el padre de Claude y el anterior dueño de la herrería, murió en un accidente de trabajo al caerse del techo cuando estaba poniendo vidrios encima del centro principal de compras de París.
Alice Blanche (アリスブランシュ?)
Es la hija menor de la familia Blanche, una niña rubia de ojos azules. Está obsesionada con la vida oriental. Ella es la dueña del centro principal de compras de París y debido a eso, muchas tiendas de la Galería han cerrado. Se entera de la presencia de Yune en París y cuando la conoce, trata de persuadirla para vivir con ella en la alta sociedad. A cambio le ofrece devolverle el kimono de su madre sin costo alguno. Yune se niega, pero ella dice que la tendrá a su lado. Admira a su hermana Camille por ser propia, elegante y básicamente perfecta.
Camille Blanche (カミーユブランシュ?)
Es la hermana mayor de Alice. Tiene las mismas características que su hermana y es muy hermosa. Sin embargo, se preocupa por la actitud que tiene ella frente a muchas cosas. Tiene un gato blanco. Es muy propia y se comporta todo el tiempo como una digna dama francesa, aunque por su expresión cuando mencionan el tema, ella no está feliz con esa vida.
Sione (汐音?)
Hermana de Yune. Ella es ciega. Yune asegura en el capítulo 11 que ella la hizo ciega, pues dice que, como Sione tiene ojos azules, en Japón la trataban como a un demonio y nadie quería verla. Yune deseó que Sione no tuviera que ver a las personas y se cumplió.

## Anime

### Lista de episodios
| Ep | Título                                                                     | Fecha de emisión original |
| --- | -------------------------------------------------------------------------- | ------------------------- |
| 01 | «Entrada (Entrée)» Iriguchi (入口)                                         | 5 de julio de 2011        |
| Yune llega a Francia, donde se encuentra con diferentes estilos de moda de los que se encuentran en Japón, lo que le produce fascinación. Llega a la herrería de la cual el dueño es Claude, el nieto de Óscar. Claude no quiere a Yune ya que él no está acostumbrado a los estilos de Japón. Óscar le dice que ella está para ayudar a las ventas, ya que el negocio está decayendo. Yune da muestra de su respeto y Claude piensa que su abuelo es solo un pervertido por tratar así a Yune, pero él no entiende que así se saluda con respeto en Japón. |                                                                            |                           |
| 02 | «Queso (Fromage)» Chīzu (チーズ)                                           | 11 de julio de 2011       |
| Veremos como Yune pasa su nueva vida en Francia. Para ella no será fácil acostumbrase a la gastronomía y costumbres de ese país ya que los desayunos es lo contrario que en Japón, ya que Claude y Óscar están acostumbrados a desayunar algo ligero (pan, queso y café).Por primera vez Yune, va a comer queso, se esforzará mucho ya que el sabor es muy fuerte para su paladar, el café es muy agrio y el pan algo duro. Claude lleva a Yune a dar un paseo por la ciudad , Yune es sorprendida por los diferentes tipos de edificios. Llegan al edificio más grande y bello, Yune pregunta ¿qué es? y Claude le dice que es la galería la competencia donde son íntimos enemigos de Claude ya que gracias a ese mercado le han quitado muchos clientes. Lo complejo es que los dueños son la familia Blanche, ellos compraron el kimono de Yune y Claude le dice que cumplirá su promesa de conseguirlo, cueste lo que cueste. |                                                                            |                           |
| 03 | «Laberinto Japonés (labyrinthe du Japón)» Nippon meikyuu (日本迷宮)        | 18 de julio de 2011       |
| Yune cada día está más acostumbrada a su vida en París. Yune aprende a utilizar la plancha de carbón. Claude le dice a Yune que le explique como es Japón, pero Yune no sabe cómo explicarlo. Oscar le dice que Japón es como un laberinto de papel ya que las casas son de maderas y paredes de papel, los japoneses también duermen en el suelo con paja tejida. Claude se imagina Japón pobre. En este capítulo veremos en escena a Blanche Alice, la hija menor de la familia Blanche. Su familia le regala como cumpleaños el kimono de Yune. De todos modos, Alice está muy enojada ya que su papá solo le va arreglar la galería de cumpleaños. Ella está enojada ya que no es nada popular. Su hermana mayor le dice a Alice que ahí fue donde compró ese kimono y que ahí vive una niña de Japón. Alice la quiere conocer inmediatamente. |                                                                            |                           |
| 04 | «Luces en el Agua (Eau et Lumières)» Mizu akari (水明かり)                 | 25 de julio de 2011       |
| Alice por fin tiene la oportunidad de conocer a Yune lo cual Claude le dice que no se acerca mucho a ella ya que por su familia muchos negocios ha cerrado pero Alice no se da vencida y quiere llevar a Yune a su casa para que se quede con ella. En la noche Claude escucha unos ruidos en la cocina y ve a Yune bañándose lo cual Claude se enfada ya que en Francia es muy difícil conseguir el agua y es demasiado caro bañarse seguido lo cual Yune estaba acostumbrada a bañarse todo los días en Japón. Alice el intento de llevarse ayune a su casa hace todo lo posible hasta va a la galería para poderla convencer y llevarla lo cual Claude se enfada pero Yune acepta ya que quiere hablar con Alice cuando Claude ve esta ración de Yune él se enfada con ella. |                                                                            |                           |
| 05 | «Perdido (perdus)» Maigo (迷子)                                            | 1 de agosto de 2011       |
| En este capítulo veremos a Claude cómo le dice a Yune que no lo siga hostigando, que es muy feliz que le ayude a limpiar, etc., pero Yune necesita más libertad. Pero le dice Óscar a Claude que los japoneses son inclinados a la ayuda mutua y que si no hacen algo para ayudar no se sienten cómodos. Cuando Yune está limpiando la lámparas ve cómo una señora quiere comprar alguna de las lámparas; Yune intenta con una sonrisa o bien con una comunicación para que la señora compre los productos, pero es en vano ya que Claude le dice que así no son los parisinos, que ellos son desconfiados, que si les muestras una sonrisa o bien son amables con personas desconocidas, ellos desconfían de esa persona. Yune se pone pensativa ya que los japoneses no son así. Yune ve a un niño sucio a través de la ventana y lo saluda, Claude le dice que no se debe de confiar ya que ese tipo de personas solo roban porque son muy pobres. Yune no está satisfecha entonces encuentra otra vez al niño, este señala una lámpara y se la roba. Yune sale a toda a prisa a perseguirlo por la galería pero no lo encuentra, Yune se pierde y no sabe regresar con Claude. |                                                                            |                           |
| 06 | «Crinoline (Crinoline)» Kurinorin (クリノリン)                             | 7 de agosto de 2011       |
| Alice intenta convencer a Yune que vaya con ella a su casa para poder divertirse y probarse varios kimonos que ha coleccionado pero Yune le dice que primero tiene que limpiar la casa ya que es el deber que tiene por el agradecimiento a Óscar y Claude. Alice le dice a Yune que si va a su casa podrá mandarle una foto a la hermana de Yune ya que en su casa tiene un fotógrafo y que pueden tomarse las fotos que quieran, Yune acepta a ir. En la casa de Alice y Yune le enseña a Alice como usar un kimono adecuadamente como agradeciendo Alice le dice a Yune que ella tiene que probarse un vestido de ella. Los vestidos tienen una especie de jaula de pájaro llamada crinolina, dice Alice que para ella es difícil usarlos pero que su hermana mayor Camilla es toda una señorita de alta sociedad y para ella usar la crinolina es todo un arte. Camilla le dice a Yune que si es correcta la definición que le dio, ya que es un jaula de pájaros. Allá afuera Claude va por Yune a la casa de las hermanas y Camilla ve como triste lo que pasaría entre ellos.                                                                                               |                                                                            |                           |
| 07 | «Claraboya (Lucarne)» Tenmado (天窓)                                       | 14 de agosto de 2011      |
| Yune se levanta como siempre a preparar el desayuno porque está contenta de que Claude ya está poco a poco acostumbrado a la comida japonesa, pero Yune se cae cuando Claude ve esto le dice que pasa Yune para no preocuparlo le dice nada, no tengo nada. Yune ve al chico que le robó el candelabro y le dice que ya no robe, el chico le contesta que no puede regresarlo porque lo cambio por comida. Yune al escuchar esto le da un pedazo de pan. Claude se enoja con Yune porque le dice que su comida no es para ladrones. Yune le dice que por favor lo perdone, ya que el chico está buscando un lugar donde acomodarse y que roba para sobrevivir donde no tiene a nadie. Yune cae enferma de resfriado, Claude piensa que es por su culpa. Yune al ver esto le dice que no pero Claude no puede hacer nada solo ir a la casa de Alice a pedirle un favor, que la lleve al doctor y que sin falta él pagará. Con el tiempo al escuchar esto Alice preocupada manda por el doctor, también le pide Claude otro favor que le dé una receta de comida japonesa para hacerle una comida especial a Yune.                                                                   |                                                                            |                           |
| 08 | «La Habitación Del Niño (Chambre D'enfant)» Dansei-yō toire (男性用トイレ) | 21 de agosto de 2011      |
| Sin sinopsis todavía. |                                                                            |                           |
| 09 | «Jardín Secreto (Secret Garden)» Himitsu no gāden (秘密のガーデン)         | 28 de agosto de 2011      |
| Sin sinopsis todavía. |                                                                            |                           |
| 10 | «Fantasmagoría (Fantasmagorie)» Utsuroi yuku keshiki (移ろいゆく景色)      | 4 de septiembre de 2011   |
| Sin sinopsis todavía. |                                                                            |                           |
| 11 | «Oración (Prière)» Inori (祈り)                                            | 11 de septiembre de 2011  |
| Sin sinopsis todavía. |                                                                            |                           |
| 12 | «El Gato En El Tejado (Chat Sur le Toit)» Yane no neko (屋根の猫)          | 18 de septiembre de 2011  |
| Sin sinopsis todavía. |                                                                            |                           |